# SBV Excelsior
SBV Excelsior (celým názvem Stichting Betaald Voetbal Excelsior), někdy uváděný jako Excelsior Rotterdam, je nizozemský klub sídlící v Rotterdamu. Patří mezi 3 profesionální fotbalové kluby v Rotterdamu, dalšími jsou Sparta Rotterdam a Feyenoord. S Feyenoordem má uzavřeno oficiální partnerství (úzké vztahy začaly v roce 1979), slouží jako farma slavnějšímu klubu. Feyenoord zde nechává často rozehrát mladé hráče na hostování.
Klub SBV Excelsior byl založen roku 1902. Jeho hřištěm je Stadion Woudestein s kapacitou 3 531 diváků.

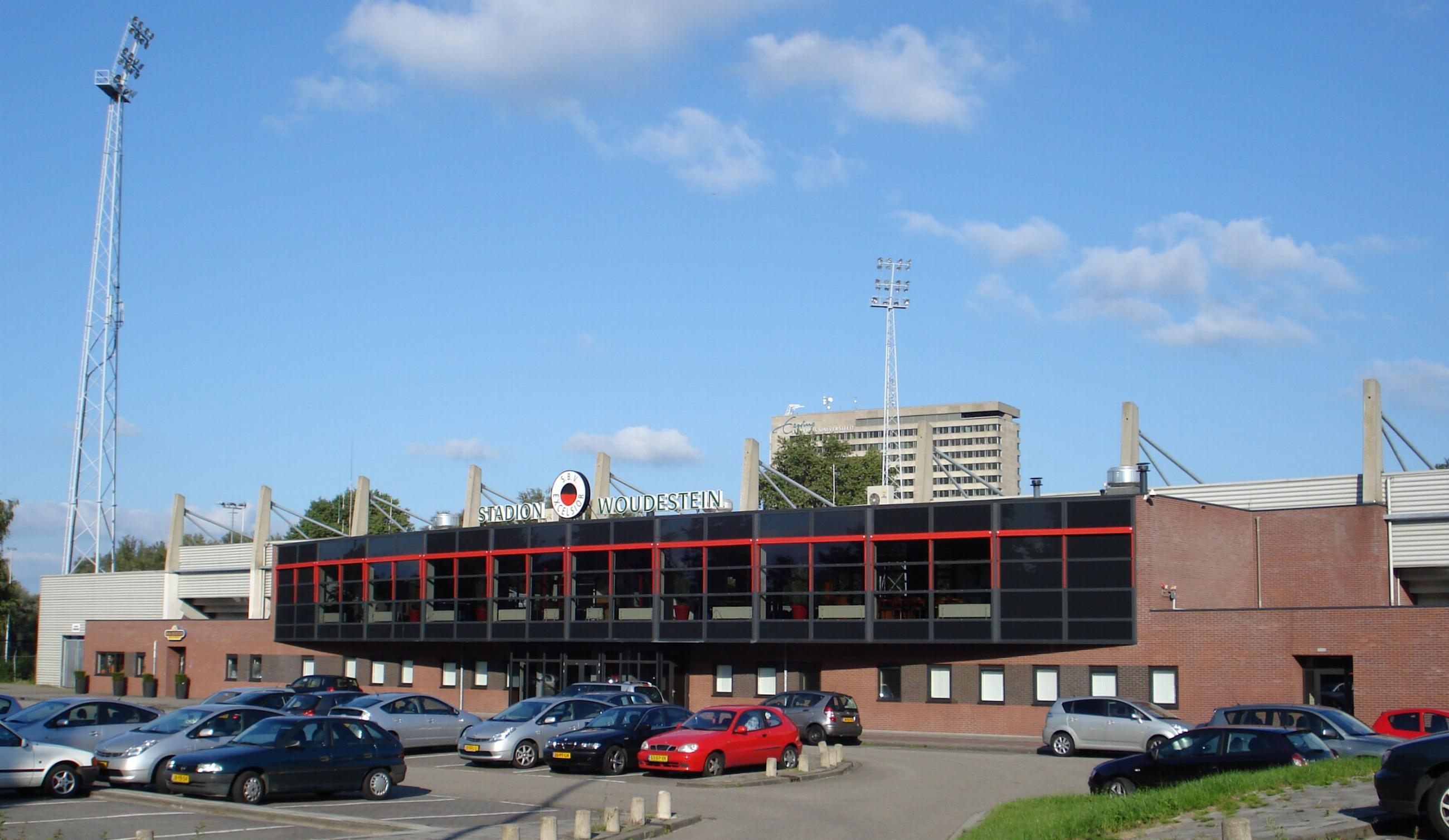
Stadion Woudestein

## Úspěchy
- Eerste Divisie: 3× vítěz (1973/74, 1978/79, 2005/06)[3]
- Nizozemský fotbalový pohár: 1× finalista (1929/30)[4]

## Známí hráči
- Robin van Persie
- Royston Drenthe
- Anass Achahbar
- David Connolly
- Salomon Kalou

## Čeští hráči v klubu
Zde je seznam českých hráčů, kteří působili v SBV Excelsior:
- Jarda Šimr [5]